# Escut de Cubelles
L'escut oficial de Cubelles (Garraf) té el següent blasonament:
Escut caironat: 1r. de sinople, un castell d'or tancat de gules; 2n. d'or, 4 pals de gules. Per timbre, una corona mural de vila.

## Història
Va ser aprovat el 15 de gener de 1993 i publicat al DOGC el 25 de gener del mateix any amb el número 1699.
S'hi veu el castell de Cubelles, que fou una possessió dels reis. Per aquesta raó es representen els quatre pals de les armes reials de Catalunya a l'escut de la vila, que va esdevenir «carrer de Barcelona» (cosa que implicava que tenia els mateixos privilegis que la ciutat comtal) l'any 1418.
Està relacionat amb l'escut de Vilanova i la Geltrú.